# Каганець Марко Васильович
Марко́ Кагане́ць (12 січня (за іншими даними 20 серпня) 1881, Коропець, Королівство Галичини та Володимирії — 6 лютого 1908) — український політичний діяч, діяч «Просвіти».

## Життєпис
Народився у Коропці (тепер Монастириського району) в селянській родині (старші: брат Іван, сестра Юстина). Освіту здобув, займаючись самоосвітою, самотужки вивчив німецьку мову. Сусідом Марка Каганця був батько Богдана Гаврилишина. Одружився після повернення з війська. Вуйко дружини Федоні був війтом Коропця. Мав брата Івана, якому в жовтні 1908 року було 33 роки.

### Громадський почин
Восени 1905 року Марко Каганець заснував у Коропці філію кредитової кооперативної спілки (Ревізійний Союз Кооператив надав позику 10000 корон для неї), читальню товариства «Просвіта», де був її головою. Брав постійну, невтомну участь у діяльности повітових, крайових громадських організацій, народних віче у Львові. У ньому селяни бачили свого порадника, захисника.
Брав участь у виборах до Австро-Угорського парламенту, Галицького сейму. У січні 1908 року мав аудієнцію у графа Бадені, який вимагав не брати участі у виборах до парламенту у Відні взамін за 15 моргів поля. Перед смертю отримав два листи від намісника Галичини графа Анджея Казімєжа Потоцького з вимогою не брати участь у виборах.
Під час виборів до Галицького Сейму IX каденції 6 лютого 1908 року, протестуючи проти фальсифікації передвиборчої боротьби, був заколотий багнетами жандармами (діал. «шандарами», зокрема Ябчинським, Токарським, Банасем; за словами посла Семена Вітика під час розгляду справи в Райхсраті, жандарми кричали до протестувальників, зокрема, «собачі душі»).
За загиблим у 1908 році Марком Каганцем було заборонено проводити богослужіння в Соборі Святого Юра. Похований у Коропці, на могилі стоїть хрест із червоного каменю-пісковику.

### Сім'я
Дружина Федоня (у жовтні 1908 року мала 20 років) через 3 місяці після загибелі Марка народила доньку, охрещену Ольгою, яка вийшла заміж за Івана Марята. Федоня вдруге вийшла заміж за вдівця Михайла Гнатюка (люди радили, що буде добрим чоловіком). М. Гнатюк пішов на фронт, з якого не повернувся. Федоня померла під час Першої світової війни.

## Вшанування пам'яті

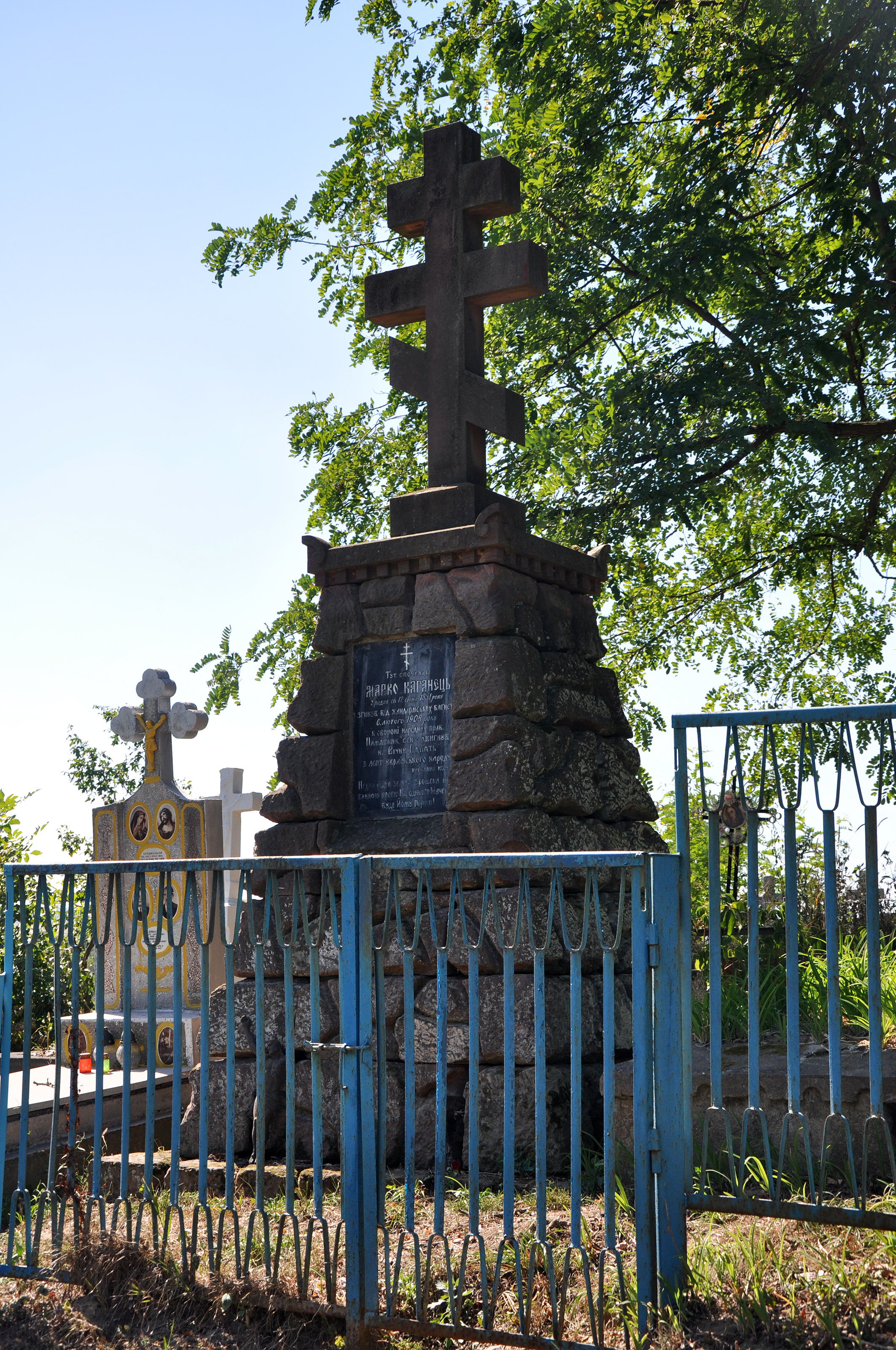
Могила Марка Каганця

До 1939 року в коропецькій читальні «Просвіти» на стіні висів його портрет. Після анексії Західної України більшовицька влада наказала його зняти.
Ім'ям Марка Каганця названі:
- вулиця у Львові[12],
- центральна вулиця Коропця,
- Коропецька середня загальноосвітня школа І—ІІІ ступенів.

У 1994 році поблизу навчального закладу зведено пам'ятник патріоту.